# Улица Красных Партизан (Екатеринбург)
Школа № 22
У́лица Кра́сных Партиза́н (прежнее название: Ура́ло-Кузне́цкая) — улица в жилом районе (микрорайоне) «Уралмаш» Орджоникидзевского административного района Екатеринбурга.

## Происхождение и история названий
Первоначально улица называлась Урало-Кузнецкой, что являлось напоминанием об официальной цели строительства «Уралмашзавода» — создании Урало-Кузнецкого комбината. Своё современное название улица получила в честь партизан — участников Гражданской войны, действовавших на стороне большевиков.

## Расположение и благоустройство
Улица проходит с северо-востока на юго-запад параллельно улице 40-летия Октября. Начинается у пересечения с проспектом Орджоникидзе и заканчивается у улицы Машиностроителей. Пересекается с переулком Дружбы, улицей Банникова и бульваром Культуры. Слева к улице Красных Партизан примыкает улица Хмелёва. Справа примыканий к улице нет.
Протяжённость улицы составляет около 750 метров. Ширина проезжей части — около 8 м (по одной полосе в каждую сторону движения). На протяжении улицы светофоров и нерегулируемых пешеходных переходов не имеется. С обеих сторон улица оборудована тротуарами и уличным освещением.

## История
Возникновение улицы связано с формированием и развитием соцгородка «Уралмашзавода» в 1930-х годах. Жилой квартал № 47, ограниченный улицами Культуры, Красных Партизан и Банникова, был и является одним из центральных кварталов, прилегающих к площади Первой пятилетки и Уралмашзаводу, но несмотря на это в первые годы строительства соцгорода «Уралмаш» он оставался незастроенным. В 1934 году архитекторы под руководством П. В. Оранского приступили к разработке проекта новых домов с улучшенной внутренней планировкой квартир и более выразительными фасадами, способными в корне изменить архитектурный ансамбль застройки центра соцгорода. Первыми в квартале стали строиться четырёхэтажные дома № 1 и № 3 по улице Красных Партизан (заселены в 1937 году). Весь квартал был готов к 1939 году. Современная улица застроена преимущественно среднеэтажными жилыми домами постройки 1930-х — начала 1940-х годов.

## Примечательные здания и сооружения
- № 4 — средняя общеобразовательная школа № 22.
- № 9 — торговый центр «Перекрёсток».

## Памятники, мемориальные доски и памятные знаки
На пересечении с бульваром Культуры находится монумент в честь 50-летия УЗТМ. У школы № 22 установлен памятник учащимся и учителям школ № 22, 145, 146 и воинам 49-го полка, погибшим в Великую Отечественную войну.

## Транспорт

### Наземный общественный транспорт
Движение наземного общественного транспорта по улице не осуществляется. Ближайшие остановки общественного транспорта: к началу улицы — «Дом Пионеров» (проспект Орджоникидзе), к концу улицы — «Церковь Рождества Христова» (улица Машиностроителей).

### Ближайшие станции метро
Действующих станций Екатеринбургского метрополитена поблизости нет. Проведение линий метро в район улицы не запланировано.